# KESS (Reederei)
„K“-Line European Sea Highway Services GmbH (Außenauftritt bzw. Abkürzung: KESS) ist eine deutsche Reederei mit juristischem Sitz in Hamburg und Unternehmenssitz in Bremen. KESS ist eine Tochtergesellschaft der japanischen Reederei Kawasaki Kisen Kaisha K.K (“K” Line).

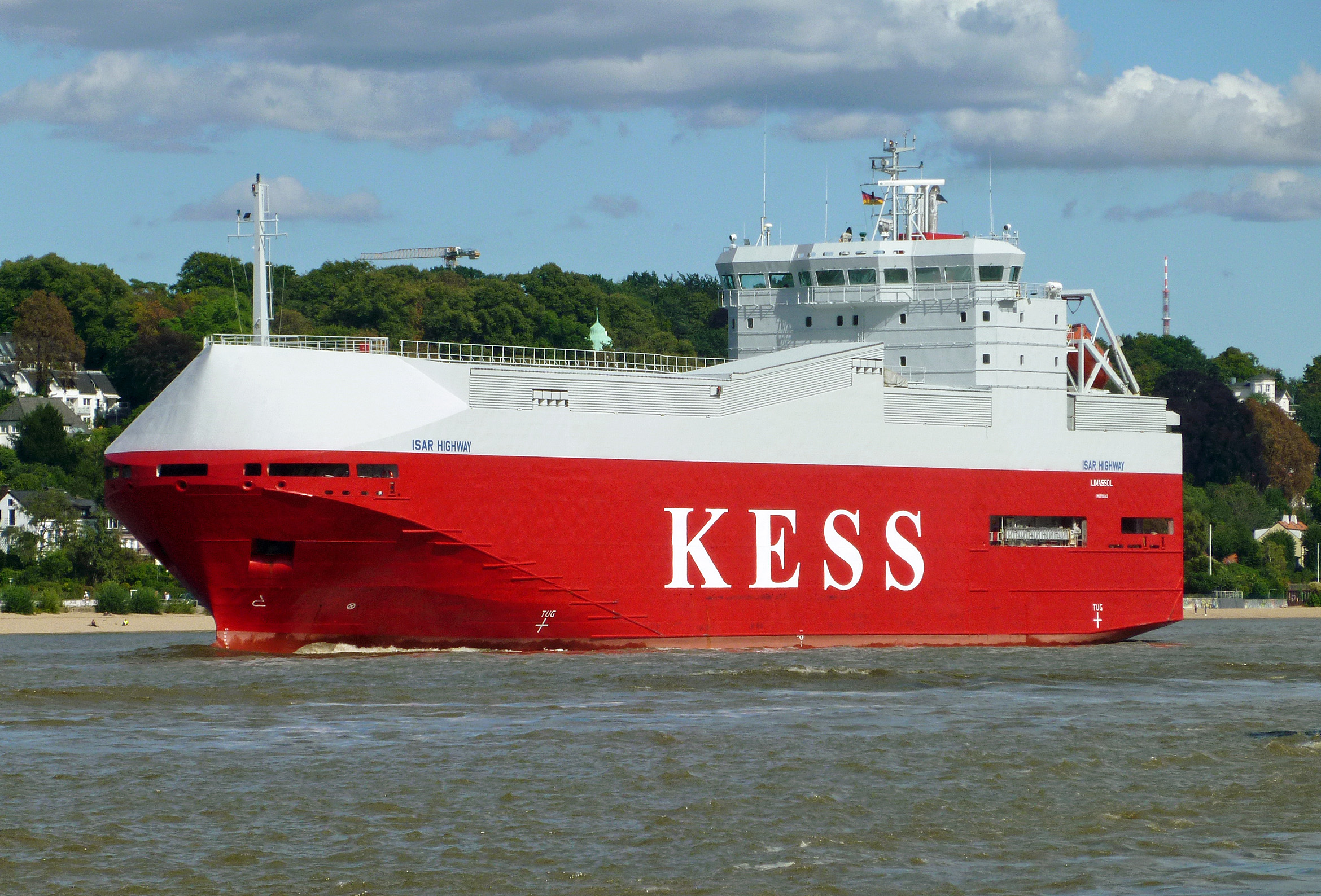
Isar Highway 2020 auf der Elbe

## Geschichte
Die Gesellschaft wurde 2003 gegründet und betreibt mit einer Flotte von neun Autotransportern den Seetransport von Kraftfahrzeugen in West- und Nordeuropa. KESS hat sich hierbei auf den als Short Sea Shipping bezeichneten Zubringer- bzw. Verteilverkehr zwischen den großen Autoterminals in Bremerhaven und Zeebrugge und verschiedenen kleinerer Autoterminals im Bereich der Nord- und Ostsee spezialisiert. Sie transportiert pro Jahr rund 800.000 Fahrzeuge.
Die Wurzeln von KESS liegen in einem 1991 gegründeten Joint Venture der KESS-Muttergesellschaft “K” Line und des Bremer Automobillogistikers und Reeders Egon H. Harms.

## Umwelt
Die Elbe Highway, ein 148 m langer Autotransporter von KESS, der bis zu 1600 PKW befördern kann, wurde 2015 als erstes Schiff der Reederei mit einem Abgaswäscher (sog. Scrubber) ausgerüstget, um für zukünftige verschärfte Abgasbestimmungen in Nord- und Ostsee gerüstet zu sein.

## Zwischenfälle
Am 17. April 2016 kollidierte die Elbe Highway mit der Kanalschleuse in Brunsbüttel.

## Flotte
| Schiffsname     | Länge | Max. Kapazität (Fahrzeuge) | Baujahr |
| --------------- | ----- | -------------------------- | ------- |
| Elbe Highway    | 148 m | 1600                       | 2005    |
| Thames Highway  | 148 m | 1600                       | 2005    |
| Danube Highway  | 148 m | 1600                       | 2006    |
| Seine Highway   | 148 m | 1600                       | 2007    |
| Ems Highway     | 100 m | 850                        | 1999    |
| Isar Highway    | 100 m | 850                        | 2000    |
| Schelde Highway | 100 m | 750                        | 1993    |
| Weser Highway   | 100 m | 750                        | 1994    |
| Malacca Highway | 139 m | 1250                       | 2001    |

(Stand: Januar 2023)